# Liste der mexikanischen Kinofilme 1930
Die Liste der mexikanischen Kinofilme des Jahres 1930 führt alle in diesem Jahr in Mexiko gedrehten Langfilme auf. Insgesamt gab es in diesem Jahr fünf mexikanische Produktionen. Die in dieser Liste aufgeführten Informationen basieren auf David E. Wilts Buch „The Mexican Filmography 1916 through 2001“, der die vollständigste Filmographie für Mexiko vorgelegt hat.

## Legende
- Titel: Nennt soweit vorhanden den offiziellen deutschen Filmtitel, andernfalls den spanischen Originaltitel.
- Regisseur: Nennt den Regisseur oder die Regisseure des Films.
- Genre: Nennt die Genrezuordnung.
- Darsteller: Nennt drei Hauptdarsteller.
- Besonderheiten: Führt Besonderheiten und Hintergründe zum Film auf.

## Filmliste
| Titel                   | Regisseur               | Genre                | Darsteller                                    | Besonderheiten |
| ----------------------- | ----------------------- | -------------------- | --------------------------------------------- | --- |
| Abismos                 | Salvador Prudena        | Melodrama            | Carmen Delgado Rosa Castillo Magda Haller     | Es handelte sich um den ersten vollständig in Mexiko produzierten Tonfilm.                                              |
| Más fuerte que el deber | Raphael J. Sevilla      | Ländliches Melodrama | Luis Ibargüen Idolina Romagnoli Ricardo Carti | Das Negativ des Films wurde 1932 bei einem brand zerstört.                                                              |
| Regeneración            | Guillermo Calles        | Melodrama            | Dora Ceprano Enrique Areu José Areu           | Der Film wurde in den Vereinigten Staaten gedreht, einige Quellen bezeichnen ihn aber als mexikanische Koproduktion.    |
| Sangre mexicana         | Romualdo Tirado         |                      | Celia Montalván                               | Nach Informationen der Filmoteca de la UNAM wurde der Film nie gezeigt. Einige Quellen verzeichnen ihn überhaupt nicht. |
| Soñadores de gloria     | Miguel Contreras Torres | Abenteuerfilm        | Miguel Contreras Torres Lía Torá Paul Ellis   | Es war eine amerikanisch-mexikanische Koproduktion, die in Spanien und Spanisch-Marokko gedreht wurde.                  |